# 东方甄选
东方甄选（英語：Eastbuy；港交所：1797）是2021年12月28日新东方学校下属新东方在线推出的直播销售平台，定位于助农项目直播平台。新东方创始人俞敏洪与新东方在线CEO孙东旭分别在俞敏洪个人抖音直播间与东方甄选直播间销售农产品。
2023年2月1日，新东方在线在香港交易所发布公告，1月31日举行的股东特别大会上有关更改公司名称的特别决议案已获股东正式通过，新东方在线正式更名为东方甄选。

## 背景
受到2021年中共中央总书记习近平指示推行的“双减政策”影响，中国大陆教培机构面临“大洗牌”。新东方的市值在2021年跌去90%，营业收入减少80%，转型迫在眉睫。2021年12月28日，新东方在线推出直播销售平台“东方甄选”，主播为前新东方老师。

## 低迷与爆红
东方甄选在成立之初，新东方学校董事长俞敏洪亲自带货，但其后表现一度十分惨淡。2022年6月10日，前新东方高中英语老师董宇辉因在直播间的双语讲解迅速走红网络，新东方在线股价也因此大涨。

## 主播
东方甄选的直播时间从早晨6:45点到凌晨1点，由多名主播轮流直播。
- 董宇辉，前新东方高中英语教师（2024年1月9日创立独立直播间“与辉同行”，2024年7月25日从东方甄选离职）
- yoyo，前新东方英语教师
- 明明，前新东方物理教师
- 顿顿，前新东方英语教师
- 杰西，前新东方少儿英语教师
- 小七，前新东方英语教师
- 东方小孙（本名：孙东旭），东方甄选执行董事、曾任首席执行官
- 董董
- 冬冬
- 甜甜
- 彤彤
- 叶子
- 天权

## 事件

### 趣店罗敏狂刷礼物被拉黑
2022年7月18日晚，趣店老板罗敏在东方甄选直播间连续送上“嘉年华”“火箭”等高额虚拟礼物。事后，东方甄选将其拉黑。

### 直播间疑似售假
2022年，江苏消费者王先生在东方甄选直播间看到主播董宇辉推销一款“进口水产品厄瓜多尔白虾”，重量1500克，售价139元。但购买后，王先生发现商品包装盒上没有进口标签，商品本质为养殖虾，并对其进行投诉。由于投诉半年无果，最终王先生选择起诉。对此在2023年3月，东方甄选直播间回应称，其供应商（浪海情旗舰店）有缺斤短两、分量不足的问题，还有大虾掺小虾的情况，随即将“浪海情旗舰店”拉黑。主播董宇辉在直播间确实是说100%野生，但东方甄选也被供应商给欺骗。而王先生与东方甄选方面仍未和解，北京市市场监管局已介入处置。3月15日，东方甄选在官方微博回应直播间疑似售假称会积极解决问题。3月18日，俞敏洪在2023亚布力年会上发表演讲时称，东方甄选刚刚开始爆火时，有企业已经取得联系，说他们的虾都是野生的。但当时新东方并无较强的选品能力，结果仍按照野生虾出售，出售不久结果发现并非野生虾，随即下架。俞敏洪表示会弥补错误，在以后加强系统建设能力，尽可能防范错误的发生。

### 抖音直播间被停播
2023年7月26日下午，“东方甄选自营产品”抖音直播间发布停播通知称，称“因规则要求”，东方甄选自营产品店铺以及东方甄选自营产品直播间暂停营业3天，并宣布在App上开播。东方甄选CEO在直播中表示，此次抖音店铺关停是突发情况，同时临时决定在App上进行85折促销。而东方甄选在抖音平台开设的主号和其他账号均正常营业。有相关人士透露，关停原因是抖音工作人员私信给东方甄选的，只有东方甄选了解；另一人士透露，是因为东方甄选在抖音直播间内展示自有APP的二维码，为自有APP引流，引导消费者通过抖音前往自有APP下单和购买，违反抖音平台规定因此关闭。尽管抖音直播间被停，但“东方甄选”APP无论是销售量和下载热度均突破了新高。

### 主播被指发表不当言论
2023年9月，东方甄选主播中灿在直播中称“918这个数字太吉利了，就要发”，由于“918”令人联想到九一八事变，因此引发争议。9月11日，东方甄选发布致歉声明称，中灿在2022年9月18日首次上播，近日和网民互动时，他称上播当天是好日子，意识到失言后，他立即向观众致歉。当天下播后，主播和运营人员进行了反思和检讨。东方甄选表示对于主播言行存在的严重失误，将继续加强教育，并以此为鉴，强化内部思想教育。

### 小作文风波
2023年12月5日，东方甄选编辑在“吉林之行”视频下，置顶了“宣传文案出自谁手”的解答评论，称“经典小作文”多数由文案团队创作，并非全部出自主播之手。而东方甄选旗下主播董宇辉在直播中念出的文案获得网友称赞。相关言论传出后，董宇辉的粉丝纷纷认为他遭到了“背刺”。12月10日，董宇辉未能按原计划出现在直播间。12月12日晚，东方甄选CEO孙东旭在直播间回应小作文事件；翌日凌晨，董宇辉发长文回应，介绍了东方甄选的小作文创作模式。随着矛盾激化，东方甄选抖音粉丝数出现下降，同时东方甄选股价持续下跌。12月14日，新东方创始人俞敏洪在社交平台发布视频声明，回应近期小作文争议，表示这是因为公司处理不当“变成了汹涌澎湃的舆情”，其做法严重缺乏职业精神，也说明公司管理上有很大的漏洞。另外，东方甄选发布甄选品牌日15日至17日全天直播宣传海报，董宇辉未在其中。外界认为，这意味董宇辉停播三天。
尽管孙东旭和俞敏洪作出回应，但此次风波仍未平息。12月15日晚，东方甄选直播间主播天权发表不当言论，并模仿孙东旭摔手机，引发网民讨论，被认为是对黑粉的回应。这一言论引发东方甄选抖音粉丝数再次下降，一周内共有200万粉丝取消关注。12月16日凌晨，东方甄选官方抖音账号通过更新简介的形式宣布，暂停直播一天。當天东方甄选免去孙东旭CEO职务，俞敏洪兼任CEO。不过东方甄选当时发布的通知并未盖章，且未在港交所发布相关公告。翌日，东方甄选在港交所发布公告公布人事变动。公告指出，孫東旭職務變動反映了其近期對东方甄选品牌及聲譽管理不善，退出該職位將更好維護公司股東利益，從而讓經驗更為豐富的董事接管公司的日常管理。但孙东旭仍留任东方甄选非执行董事，一直至22日辞任。同日，俞敏洪通过东方甄选直播间发致歉信称，东方甄选直播间由于网络舆情问题屏蔽拉黑了一些提意见和建议的粉丝，认为其做法极其不恰当。俞敏洪对该错误提出严厉批评，并就此事向网民致歉，被拉黑的粉丝已经被全部解除。而主播天权由于在直播间发表不当言辞，东方甄选决定对其停播三个月。当晚俞敏洪、董宇辉共同出现在抖音直播间，就近期风波和外界关心的问题作出回应。俞敏洪表示，董宇辉从未提过要离开东方甄选，后续将为主播提供发展和空间。12月18日凌晨，东方甄选发布直播预告称，俞敏洪和董宇辉将于12月18日晚8点进行直播。活动海报显示，董宇辉的身份已成为“东方甄选高级合伙人”。东方甄选的港股股价也于当日出现大涨。当晚9时，东方甄选抖音账号粉丝量重返3000万。俞敏洪在此次直播中表示，小作文风波是一次集团纠错行为，反映出公司管理的低级。
2024年1月15日，东方甄选旗下抖音账号“东方甄选看世界”发布预告，天权于16日上午在张家口太舞滑雪场直播。俞敏洪对此表示“年轻人犯了错误应该给他们及时改正的机会”，决定将对天权的3个月的停播缩短至1个月。

### 销售问题梅菜扣肉事件
2024年3月15日，中央广播电视总台3·15晚会曝光安徽阜阳多家企业生产的梅菜扣肉预制菜，存在原料使用未经处理的槽头肉现象。而东方甄选在2023年代售的“御徽缘梅菜扣肉”，生产厂家为涉事的安徽东辉科技食品有限公司，最后销售时间为2023年10月29日。3月18日，东方甄选就此发布声明，表示线上销售产品并未违规使用槽头肉，将尽快提供相关证明材料。东方甄选还表示，将升级相关选品标准和抽检流程，同时完善黑名单机制及筹建食品安全检测中心。

### 直播风格大变
自董宇辉单飞发展创立单独直播间“与辉同行”后，董宇辉的人气度持续攀升。2024年5月的抖音带货达人榜中，与辉同行以5.33亿元人民币的销售额排名第二，超越排名第六的东方甄选。东方甄选直播间自2024年2月开始，销售额出现下降；自1月9日开始，东方甄选股价已下跌47.80%，市值蒸发145.23亿港元；东方甄选累计粉丝下降112万，而与辉同行粉丝上涨近2000万。另外，东方甄选于2024年6月开始的618直播，其风格的大幅变化也引发争议。此前的5月31日，物美创始人张文中开设抖音直播，张文中邀请俞敏洪参与直播，俞敏洪也表示“自己也把东方甄选做得乱七八糟”。东方甄选6月3日股价大跌近10%，之后一度创下近两年新低。6月7日凌晨，俞敏洪发布致歉声明，认为这一表达引起波澜、好意或恶意的解读。